# Ијан Хардинг
Ијан Мајкл Хардинг (енгл. Ian Michael Harding; Хајделберг, 16. септембар 1986) амерички је глумац. Познат је по улози Езре Фица у серији Слатке мале лажљивице (2010—2017).

## Биографија
Рођен је 16. септембра 1986. у америчкој војној породици у Хајделбергу. Након пар година преселио се у Вирџинију. Дипломирао је на Универзитету Карнеги Мелон.
Године 2019. оженио је Софи Харт. Сина су добили у септембру 2022.

## Филмографија

### Филм
| Улоге Ијана Хардинга |                            |               |       |          |
| Година               | Српски назив               | Изворни назив | Улога | Напомена |
| 2019.                | Ле Ман ’66: Славна 24 сата |               | Ијан  |          |
| 2024.                | Наша мала тајна            |               | Логан |          |

### Телевизија
| Улоге Ијана Хардинга |                                     |               |               |              |
| Година               | Српски назив                        | Изворни назив | Улога         | Напомена     |
| 2010.                | Морнарички истражитељи: Лос Анђелес |               | Кертис Лакрос | 1 епизода    |
| 2010—2017.           | Слатке мале лажљивице               |               | Езра Фиц      | главна улога |